# Cassandra Martinsson
Cassandra Martinsson född 11 februari 1995, är en svensk basketspelare i Södertälje BBKs damlag Telge Basket i Basketligan sedan 2014.
Martinsson har spelat hela karriären i Södertälje BBK. Hon spelade i det svenska U15 och U16-landslaget 2010 och 2011.
Cassandra Martinssons farmors far Harry Martinson fick Nobelpriset i litteratur 1974. 